# 三趾鸦雀
三趾鸦雀（学名：Paradoxornis paradoxus）为鸦雀科鸦雀属的鸟类，是中国的特有物种。分布于四川、甘肃、陕西等地，常见于海拔1500-2300米的山地、在卫茅、山楂、小檗、棣棠花、蔷薇、五角枫以及松花竹等树丛或灌木丛中活动。该物种的模式产地在四川宝兴。

## 亚种
- 三趾鸦雀指名亚种（学名：Paradoxornis paradoxus paradoxus），是中国的特有物种。分布于甘肃、四川等地。该物种的模式产地在四川宝兴。[3]
- 三趾鸦雀太白亚种（学名：Paradoxornis paradoxus taipaiensis），是中国的特有物种。分布于陕西等地。该物种的模式产地在陕西太白。[4]